# ジャン＝ジョルジュ・オリオール
ジャン＝ジョルジュ・オリオール（フランス語: Jean-George Auriol, 1907年1月8日 - 1950年4月2日）は、フランスのプロデューサー、脚本家、雑誌編集者、批評家である。ヌーヴェルヴァーグを生んだ雑誌『カイエ・デュ・シネマ』の母体となった雑誌『ラ・ルヴュ・デュ・シネマ』を創刊、戦後の復刊とともに「呪われた映画祭」開催に尽力したことで知られる。本名はジャン・ユオ（Jean Huyot）、表記「Jean-Georges Auriol」は誤り。

## 来歴・人物

### 先駆的人生
1907年1月8日、フランス・パリにジャン・ユオとして生まれる。
パリで、雑誌『デュ・シネマ Du cinéma』を創刊し、全29号を発行する。執筆者はオリオールのほかのちの映画監督・俳優のジャック・ブリュニュス、当時編集技師でのちの脚本家のルイ・シャヴァンス、のちに著述家となり放送界で活躍するポール・ジルソンら。同誌は、1928年、オリオール21歳のとき、自らが編集長となり、『ラ・ルヴュ・デュ・シネマ』誌と改称する。1931年には休刊する。
1933年、26歳のときに、ピエール・ビヨン監督の映画『Le Fakir du Grand Hôtel』のダイアローグを書き、同年、マルセル・レルビエ監督によるのちの名優ジャン・マレーのデビュー作『L'Épervier』を脚色しダイアローグを書くことで、脚本家としてデビューしている。マルク・アレグレ、マックス・オフュルス、フランス時代のジャック・ターナーらの作品の脚本を執筆した。
第二次世界大戦後の1946年、39歳のとき、休刊していた『ラ・ルヴュ・デュ・シネマ』誌を、ジャック＝ドニオル・ヴァルクローズとともに復刊、新創刊する。
1949年、アンドレ・バザン、アレクサンドル・アストリュック、ジャン・コクトーらとシネクラブ「オブジェクティフ49」を結成する。同年、ビアリッツで「第一回呪われた映画祭」を開催する。
1950年4月2日、交通事故で死去した。満43歳没。

### 没後の影響
彼の死とともに『ラ・ルヴュ・デュ・シネマ』は廃刊し、「第二回呪われた映画祭」は開催されたが、オリオールの不在は求心力に欠けて終了し、「オブジェクティフ49」も崩壊となった。批評誌・映画祭・シネクラブのこの全面終了が、翌1951年（昭和26年）の『カイエ・デュ・シネマ』創刊からヌーヴェルヴァーグにむけての大きな運動への引き金となった。
『ラ・ルヴュ・デュ・シネマ』に執筆していたロッテ・アイスナー（Lotte H. Eisner）は、彼女の著書『L'Ecran Demoniaque デーモン的スクリーン』をバザン、アンリ・ラングロワとともにオリオールに捧げている。
ジャン＝リュック・ゴダールの映画『ゴダールの映画史』には、「そうではないか、ジャン＝ジョルジュ・オリオールよ…ジェイ・レダよ…ロッテ・アイスナーよ」と、『ラ・ルヴュ・デュ・シネマ』執筆者たちの名を呼びかけるシーンが存在する。

## フィルモグラフィ

### 脚本
- Le Fakir du Grand Hôtel （ピエール・ビヨン、1933年） - 台詞
- L'Épervier （マルセル・レルビエ、1933年） - 脚色・台詞 ※ジャン・マレーデビュー作
- Les Filles de la concierge （ジャック・トゥールヌール、1934年） - 脚本
- 乙女の湖 Lac aux dames （マルク・アレグレ、1934年） - 脚本
- ディヴィーヌ Divine （マックス・オフュルス、1935年） - コンテ ※J.G. Auriol名義
- 背信 Forfaiture （マルセル・レルビエ、出演牧嗣人、1937年） - 脚本 ※ 早川雪洲出演の『ザ・チート』リメイク版
- 佛蘭西座 Adrienne Lecouvreur （マルセル・レルビエ、1938年） - 脚本
- 情熱のバラ Angélica （ジャン・シュー、1939年） - 脚色
- Napoli che non muore （アムレート・パレルミ、1939年、イタリア） - 脚本
- Terra di fuoco （ジョルジオ・フェローニ / マルセル・レルビエ、1939年、イタリア） - 脚本
- Validità giorni dieci （カミロ・マストロチンクェ、1940年、イタリア） - 脚本
- 名誉なるカトリーヌ L'Honorable Catherine（マルセル・レルビエ、1943年） - 脚色・台詞
- L'Homme sans nom （レオン・マト、1943年） - 脚色・台詞
- Le Carrefour des enfants perdus （レオ・ジョアノン、1944年） - 脚色
- Fabiola （アレッサンドロ・ブラセッティ、1949年、イタリア） - 脚本
- Ce siècle a cinquante ans （ドニーズ・テュアル / ヴェルナー・マルブラン / ロラン・テュアル、1951年、西ドイツ / フランス） - コメンタリー執筆 ※遺作

## 関連事項
- ジャック・ブリュニュス （fr:Jacques Brunius）
- ルイ・シャヴァンス （fr:Louis Chavance）
- ポール・ジルソン （fr:Paul Gilson）
- ピエール・ビヨン （fr:Pierre Billon (réalisateur)）
- ラ・ルヴュ・デュ・シネマ

## 註
1. ↑  蓮實重彦『ゴダールの「孤独」 - 『映画史』における「決算」の身振りをめぐって』ユリイカ（青土社、2002年5月号「特集＝ゴダールの世紀」）の記述を参照。